# Sedgewick
Sedgewick est une ville (town) du Comté de Flagstaff, située dans la province canadienne d'Alberta.

## Démographie
En tant que localité désignée dans le recensement de 2011, Sedgewick a une population de 857 habitants dans 381 de ses 413 logements, soit une variation de -3.8% avec la population de 2006. Avec une superficie de 2,604 1 km2, ma ville possède une densité de population de 329,096 4 hab/km2 en 2011.
Concernant le recensement de 2006, Sedgewick abritait 891 habitants dans 382 de ses 408 logements. Avec une superficie de 2,604 1 km2, la ville possédait une densité de population de 342,2 hab/km2 en 2006.
| 2001 | 2006 | 2011 | 2016 |
| ---- | ---- | ---- | ---- |
| 865  | 891  | 857  | 811  |